# Lithacodia larentioides
Lithacodia larentioides là một loài bướm đêm trong họ Noctuidae.